# صامويل جاكسون
صامويل ليروي جاكسون (بالإنجليزية: Samuel L. Jackson) (وُلد في 12 ديسمبر، عام 1948)، هو ممثل أمريكي ومنتج أفلام. نال جاكسون إشادات مهمة والعديد من التكريمات والجوائز، ويعد الممثل الأعلى ربحًا في كل الأوقات (باستثناء عند ظهوره كضيف شرف).
ابتدأت شهرته في بداية تسعينيات القرن العشرين عند ظهور أفلامه مثل غودفيلاز (الأصدقاء الطيبون) 1990، وجنغل فيفر 1990، وباتريوت غيمز (ألعاب وطنية) 1992، وعاموس واندرو 1993، وترو رومانس 1993، وجوراسيك بارك (الحديقة الجوراسية) 1993، وتعاوناته مع المخرج كوينتن تارانتينو التي تتضمن بولب فيكشن (خيال رخيص) 1994، وجاكي براون 1997، وجانغو أنتشيند (جانغو الحر) 2012، ذا هيتفول إيت (الحاقدون الثمانية) 2015. رُشّح لجائزة الأوسكار كأفضل ممثل مساعد عن دوره في بولب فيكشن.
يعد جاكسون ممثل كثير الظهور بشدة، إذ ظهر في أكثر من 150 فيلم، تتضمن داي هارد ويذ أ فينجينز (موت قاسي مع انتقام) 1995، أ تايم تو كيل (وقت للقتل) 1996، ذا لون كيس غودنايت (قبلة الوداع) 1996، ذا نيغوشيتر 1998، ديب بلو سي (بحر أزرق عميق) 1999، أنبريكإبل (غير قابل للكسر) 2000، شافت 2000 وتتمته، إكس إكس إكس 2002، سنيكز أون أ بلين (أفاعي في طائرة) 2006، كونغ: سكول آيلند (كونغ: جزيرة الجمجمة) 2017، ستار وورز بريكول تريلوجي 1999-2005. استُخدمت صورته في النسخة الأخير من مارفل كوميكس لشخصية نيك فيوري بعد أخذ موافقته. لعب لاحقًا دور فيوري في 11 فيلمًا من عالم مارفل السينمائي بداية كضيف شرف في آيرون مان (2008)، وكذلك ضيف في المسلسل التلفزيوني أجينتس أوف شيلد (عملاء شيلد).
استخدم جاكسون صوته في العديد من أفلام الرسوم المتحركة، والمسلسلات التلفزيونية، وألعاب الفيديو، تتضمن أدوار لوسيوس بيست/فروزون في أفلام استديوهات بيكسار للرسوم المتحركة ذا إنكريدبلز (أبطال خراقون) وإنكريدبلز 2 (2018)، وميس ويندو في ستار وورز: ذا كلون وورز 2008، وويلباش في توربو 2013، وأفرو ساموراي في سلسلة الأنمي التلفزيونية أفرو ساموراي 2007، وفرانك تينبيني في غراند ثفت أوتو: سان أندرياس 2004.
صُنف جاكسون على أنه أعلى نجم من ناحية شباك تذاكر في كل الأوقات، يصل مجموع أرباح شباك تذاكر أفلامه إلى أكثر من 7.1$ في الولايات المتحدة الأميركية، بمعدل 89.9$ مليون لكل فيلم. يفوق مجموع شباك تذاكر أفلامه (باستثناء ظهوره كضيف شرف) حول العالم 16.7$ بليون. أصبح الممثل الأعلى ربحًا في أكتوبر عام 2011، بتفوقه على ممثل الدوبلاج المتمرس فرانك ويلكر.

## مطلع حياته
ولد جاكسون في واشنطن العاصمة، والدته إليزابيث هارييت (اسمها عند الولادة: مونتغموري) ووالده روي هينري جاكسون. نشأ بصفته ابن وحيد في تشاتانوغا، ولاية تينيسي. عاش والده بعيدًا عن العائلة في كانساس سيتي، ميزوري، ثم توفي لاحقًا بسبب إدمانه على الكحول. قابل جاكسون والده في مناسبتين فقط خلال حياته. تربى جاكسون على يد والدته وجديه من جهة أمه، إدغار وبيرل مونتغموري، والأسرة الأكبر، كانت تعمل والدته عاملة في مصنع ولاحقًا مشترية أدوات لمستشفى عقلية. تبعًا لتحاليل الدي إن إيه، ينحدر جاكسون من شعوب البينغا في غابون، وأصبح لاحقًا مواطنًا مجنسًا من الغابون في 2019.
داوم جاكسون في العديد من المدارس المعزولة وتخرج من مدرسة ريفرسايد الثانوية في تشاتانوغا. عزف على الهورن من الصف الثالث وحتى الحادي عشر، وعزف على البوق مع أوركسترا المدرسة. يعزف جاكسون أيضًا على الفلوت والبيكولو. أثناء فترة الطفولة، كانت لديه مشاكل تأتأة. تعلم في النهاية أن «يتظاهر بأنه من الأشخاص الآخرين الذين لا يتأتئون» واستخدم الكلمة النابية «ناكح الأم، (بالإنجليزية: motherfucker)» ككلمة تشجيعية، ما تزال هنالك أيام يتأتأ بها.
عزم في البداية على متابعة دراسته في علم الأحياء البحرية، ذهب إلى جامعة مورهاوس في أتلانتا، جورجيا. بعد انضمامه إلى مجموعة تمثيل محلية من أجل كسب نقاط إضافية في الفصل، اكتشف جاكسون شغفه بالتمثيل وغيّر تخصصه. قبل تخرجه في عام 1972، ساهم في تأسيس «مسرحنا فقط».

## أعمال مختارة

### أفلام
| Year | Film                                                          | Role                                        | Notes |
| ---- | ------------------------------------------------------------- | ------------------------------------------- | --- |
| 1972 | Together for Days                                             | Stan                                        | |
| 1977 | The Displaced Person                                          | Sulk                                        | |
| 1980 | ذا إكسترمنيتر                                                 | Extra                                       | Uncredited |
| 1981 | Ragtime                                                       | Gang Member No. 2                           | |
| 1987 | Eddie Murphy Raw                                              | Eddie's uncle                               | In a sketch that precedes concert footage |
| 1988 | القدوم إلى أميركا                                             | Hold-Up Man                                 | Small Role |
| 1988 | School Daze                                                   | Leeds                                       | |
| 1989 | إفعل الصواب (فيلم)                                            | Mister Señor Love Daddy                     | |
| 1989 | The Exorcist III                                              | Blind Dream Man                             | |
| 1989 | بحر الحب                                                      | Black Guy                                   | |
| 1990 | الأصدقاء الطيبون                                              | Parnell Steven "Stacks" Edwards             | |
| 1990 | Mo' Better Blues                                              | Madlock                                     | |
| 1990 | Def by Temptation                                             | Minister Garth                              | |
| 1990 | Betsy's Wedding                                               | Taxi Dispatcher                             | |
| 1990 | A Shock to the System                                         | Ulysses                                     | |
| 1990 | The Return of Superfly                                        | Nate Cabot                                  | |
| 1991 | Strictly Business ‏                                            | Monroe                                      | |
| 1991 | حمى الغابة                                                    | Gator Purify                                | Kansas City Film Critics Circle Award for Best Supporting Actor New York Film Critics Circle Award for Best Supporting Actor ‏ Nominated — Chicago Film Critics Association Award for Best Supporting Actor |
| 1992 | Juice                                                         | Trip                                        | |
| 1992 | ألعاب وطنية (فيلم)                                            | LCDR Robby Jackson ‏                         | |
| 1992 | White Sands ‏                                                  | Greg Meeker                                 | |
| 1992 | Jumpin' at the Boneyard                                       | Mr. Simpson                                 | |
| 1992 | Johnny Suede                                                  | B-Bop                                       | |
| 1992 | Fathers & Sons ‏                                               | Marshall                                    | |
| 1993 | رومانسية حقيقية                                               | Big Don                                     | |
| 1993 | Menace II Society                                             | Tat Lawson                                  | |
| 1993 | Loaded Weapon 1                                               | Sgt. Wes Luger                              | |
| 1993 | عاموس واندرو                                                  | Andrew Sterling                             | |
| 1993 | حديقة جوراسية                                                 | John Raymond Arnold                         | |
| 1993 | The Meteor Man ‏                                               | Dre                                         | |
| 1994 | Fresh                                                         | Sam                                         | |
| 1994 | خيال رخيص                                                     | خيال رخيص                                   | جائزة البافتا لأفضل ممثل في دور ثانوي جائزة الروح المستقلة لأفضل ممثل رئيسي Society of Texas Film Critics Award for Best Actor ‏ الجمعية الوطنية لنقاد السينما ‏ (2nd place) الجمعية الوطنية لنقاد السينما ‏ (2nd place) New York Film Critics Circle Award for Best Supporting Actor (2nd place) Nominated — جائزة الأوسكار لأفضل ممثل مساعد Nominated — جائزة جمعية شيكاغو لنقاد السينما لأفضل ممثل Nominated — Chlotrudis Award for Best Actor Nominated — Chlotrudis Award for Best Supporting Actor Nominated — جائزة غولدن غلوب لأفضل ممثل مساعد - فيلم Nominated — جوائز إم تي في للأفلام (shared with جون ترافولتا) Nominated — جائزة نقابة ممثلي الشاشة عن الأداء المتميز من قبل ممثل في دور مساعد |
| 1994 | Against the Wall ‏                                             | Jamaal                                      | فيلم تلفزيوني |
| 1994 | The New Age (film)                                            | Dale                                        | |
| 1994 | Hail Caesar ‏                                                  | Mailman                                     | Cameo |
| 1994 | Assault at West Point: The Court-Martial of Johnson Whittaker | ريتشارد ثيودور غرينير                       | |
| 1995 | قبلة الموت (فيلم 1995)                                        | Calvin Hart                                 | |
| 1995 | موت قاسي مع انتقام                                            | موت قاسي مع انتقام                          | |
| 1995 | Losing Isaiah                                                 | Kadar Lewis                                 | |
| 1995 | فلوك                                                          | Rumbo (voice)                               | |
| 1996 | The Great White Hype                                          | Rev. Fred Sultan                            | |
| 1996 | وقت للقتل (فيلم)                                              | Carl Lee Hailey                             | Nominated — جائزة غولدن غلوب لأفضل ممثل مساعد - فيلم |
| 1996 | قبلة الوداع                                                   | Mitch Henessey                              | |
| 1996 | لعبة الثمانية الصعبة                                          | Jimmy                                       | Nominated — جائزة الروح المستقلة لأفضل ممثل مساعد |
| 1996 | Trees Lounge                                                  | Wendell                                     | |
| 1996 | Teens and Guns: Preventing Violence                           |                                             | For use in schools |
| 1996 | The Search for One-eye Jimmy                                  | Colonel Ron                                 | |
| 1997 | 187                                                           | Trevor Garfield                             | San Diego Film Critics Society's Body of Work Award ‏ |
| 1997 | إيفز بايو                                                     | Louis Batiste                               | Also producer American Black Film Festival Award for Best Actor جائزة الروح المستقلة لأفضل أول فيلم San Diego Film Critics Society's Body of Work Award ‏ جائزة ستالايت Nominated — NAACP Image Award for Outstanding Lead Actor in a Motion Picture |
| 1997 | جاكي براون                                                    | Ordell Robbie                               | San Diego Film Critics Society's Body of Work Award ‏ جائزة الدب الفضي لأفضل ممثل (Berlin) Nominated — جائزة غولدن غلوب لأفضل ممثل - فيلم موسيقي أو كوميدي |
| 1998 | كورة                                                          | Harry Adams                                 | |
| 1998 | The Negotiator                                                | Lt. Danny Roman                             | |
| 1998 | The Red Violin                                                | Charles Morritz                             | |
| 1998 | Out of Sight                                                  | Hejira Henry                                | Uncredited cameo |
| 1999 | حرب النجوم الجزء الأول: تهديد الشبح                           | ميس ويندو                                   | |
| 1999 | بحر أزرق عميق (فيلم)                                          | Russell Franklin                            | |
| 2000 | قواعد الاشتباك                                                | Col. Terry L. Childers                      | |
| 2000 | شافت                                                          | John Shaft                                  | |
| 2000 | غير قابل للكسر                                                | Elijah Price                                | |
| 2001 | The Caveman's Valentine                                       | Romulus Ledbetter                           | Also executive producer |
| 2002 | تغيير المسارات                                                | Doyle Gipson                                | |
| 2002 | حرب النجوم الجزء الثاني: هجوم المستنسخين                      | Mace Windu                                  | |
| 2002 | xXx                                                           | Agent Augustus Gibbons                      | |
| 2002 | الولاية 51 (Formula 51)                                       | Elmo McElroy                                | |
| 2003 | بسيك (فيلم)                                                   | Sergeant Nathan West                        | |
| 2003 | سوات                                                          | Sgt. Dan 'Hondo' Harrelson                  | |
| 2003 | المبيد 3                                                      | Chief Master Sergeant William Candy (Voice) | Uncredited Cameo |
| 2003 | No Good Deed ‏                                                 | Jack Friar                                  | |
| 2004 | Twisted                                                       | John Mills                                  | |
| 2004 | اقتل بيل الجزء 2                                              | Rufus                                       | Cameo |
| 2004 | أبطال خارقون                                                  | Lucius Best/Frozone ‏ (voice)                | BET Comedy Award for Best Performance in an Animated Theatrical Film Nominated — جائزة آني |
| 2004 | In My Country                                                 | Langston Whitfield                          | |
| 2004 | Unforgivable Blackness: The Rise and Fall of Jack Johnson     | جاك جونسون (ملاكم) (voice)                  | |
| 2004 | The N-Word                                                    | Himself                                     | |
| 2005 | المدرب كارتر                                                  | Coach Ken Carter                            | Image Award for Outstanding Actor in a Motion Picture Nominated — مهرجان أفلام السود الأمريكي Nominated — Black Reel Award for Best Actor ‏ |
| 2005 | '                                                             | Agent Augustus Gibbons                      | |
| 2005 | حرب النجوم الجزء الثالث: انتقام السيث                         | Mace Windu                                  | |
| 2005 | The Man (2005 film)                                           | Derrick Vann                                | |
| 2006 | أرض الحرية                                                    | Lorenzo Council                             | |
| 2006 | أفاعي في طائرة                                                | Neville Flynn                               | |
| 2006 | Home of the Brave ‏                                            | Dr. Will Marsh                              | Nominated — Prism Award for Performance in a Feature Film ‏ |
| 2007 | Farce of the Penguins                                         | Narrator                                    | |
| 2007 | Black Snake Moan ‏                                             | Lazarus Woods                               | Also sang on the soundtrack |
| 2007 | 1408                                                          | Gerald Olin                                 | |
| 2007 | Resurrecting the Champ                                        | Bob Satterfield                             | |
| 2007 | عامل نظافة (فيلم)                                             | Tom Cutler                                  | |
| 2008 | جمبر                                                          | Agent Roland Cox                            | |
| 2008 | آيرون مان                                                     | Nick Fury ‏                                  | Uncredited cameo آي جي إن for Best Cameo |
| 2008 | حرب النجوم: حرب المستنسخين                                    | ميس ويندو (voice)                           | |
| 2008 | إطلالة على بحيرة تيراس                                        | Abel Turner                                 | |
| 2008 | Soul Men                                                      | Louis Hinds                                 | |
| 2008 | الروح (فيلم)                                                  | The Octopus                                 | |
| 2008 | جوسبيل هيل                                                    | Paul Malcolm                                | Uncredited cameo |
| 2009 | الولد الخارق (فيلم)                                           | Zog (voice)                                 | |
| 2009 | أوغاد مجهولون                                                 | Narrator                                    | Uncredited |
| 2010 | Quantum Quest: A Cassini Space Odyssey                        | Fear (voice)                                | |
| 2010 | أم وطفل (فيلم)                                                | Paul                                        | Nominated — Black Reel Award for Best Supporting Actor ‏ Nominated — جائزة الروح المستقلة لأفضل ممثل مساعد |
| 2010 | غير وارد ‏                                                     | H                                           | فيلم فيديو |
| 2010 | آيرون مان 2                                                   | Nick Fury                                   | |
| 2010 | الشخصان الآخران                                               | Detective PK Highsmith                      | |
| 2010 | Vengeance: A Love Story                                       | John Dromoor                                | |
| 2011 | African Cats                                                  | Narrator (voice)                            | |
| 2011 | ثور (فيلم)                                                    | Nick Fury                                   | Uncredited cameo Nominated — آي جي إن for Favorite Cameo |
| 2011 | كابتن أمريكا: المنتقم الأول                                   | Nick Fury                                   | Cameo |
| 2011 | الحلبة (فيلم 2011)                                            | Logan                                       | |
| 2012 | Fury                                                          | Foley                                       | |
| 2012 | المنتقمون                                                     | Nick Fury                                   | |
| 2012 | Meeting Evil                                                  | Richie                                      | |
| 2012 | Zambezia                                                      | Tendai                                      | Voice |
| 2012 | جانغو الحر                                                    | Stephen                                     | جوائز إم تي في للأفلام (shared with جيمي فوكس) Black Reel Award for Best Supporting Actor NAACP Image Award for Best Supporting Actor Nominated—جوائز إم تي في للأفلام (shared with ليوناردو دي كابريو) |
| 2013 | توربو (فيلم)                                                  | Whiplash                                    | Voice; post-production |
| 2013 | الفتى العجوز                                                  | Chaney                                      | post-production |
| 2014 | روبوكوب                                                       | Pat Novak                                   | filming |
| 2014 | كابتن أمريكا: جندي الشتاء                                     | Nick Fury                                   | filming |
| 2014 | Man That Rocks the Cradle                                     | Marion Delacroix                            | in development |
| 2014 | Afro Samurai                                                  |                                             | in development |
| 2017 | إكس إكس إكس: عودة إكساندر كايج                                |                                             | in development |

## روابط خارجية
- صامويل جاكسون على موقع IMDb (الإنجليزية)
- صامويل جاكسون على موقع ميتاكريتيك (الإنجليزية)
- صامويل جاكسون على موقع الموسوعة البريطانية (الإنجليزية)
- صامويل جاكسون على موقع روتن توميتوز (الإنجليزية)
- صامويل جاكسون على موقع مونزينجر (الألمانية)
- صامويل جاكسون على موقع قاعدة بيانات الأفلام العربية
- صامويل جاكسون على موقع ألو سيني (الفرنسية)
- صامويل جاكسون على موقع ميوزك برينز (الإنجليزية)
- صامويل جاكسون على موقع تيرنر كلاسيك موفيز (الإنجليزية)
- صامويل جاكسون على موقع أول موفي (الإنجليزية)